# Jerry Bruckheimer
Jerome Leon Bruckheimer (n. 21 septembrie 1943, Detroit, Michigan, SUA) este un producător american de filme și televiziune, cu origini evreiești germane. Câteva dintre filmele cele mai cunoscute la care a fost producător sunt Top Gun, Băieți răi, Pirații din Caraibe, Fortăreața și Armageddon.